# Rohrbach im Schwarzwald
Rohrbach ist ein Stadtteil von Furtwangen im Schwarzwald im Schwarzwald-Baar-Kreis in Baden-Württemberg.

## Geographie
Rohrbach liegt acht Kilometer nordöstlich von Furtwangen. Es besteht aus Einzelhöfen und kleinen Häusergruppen in dem etwa sechs Kilometer langen Rohrbachtal und in seinen Seitentälern.

## Geschichte
Rohrbach wurde, laut einer Kopialüberlieferung von 1647, 1316 erstmals erwähnt. Wahrscheinlich stammte die Siedlung schon aus dem 12. Jahrhundert und war im Besitz des Klosters St. Margarethen in Waldkirch. Vermutlich über die Schirmvogtei der Herren von Schwarzenberg kam Rohrbach zur Herrschaft Triberg, die 1355 als Reichslehen an Habsburg überging. Die Grundherrschaft und das Niedergericht übte das Kloster St. Margarethen bis zur Säkularisation 1805 aus. Die Angliederung an das Großherzogtum Baden erfolgte 1806 als selbstständige Gemeinde im Bezirksamt Triberg.
Seit dem 1. Oktober 1973 ist es ein Teil der Gemeinde Furtwangen im Schwarzwald.

## Wappen
Beschreibung: „In Silber aus blauem Wellenschildfuß wachsend [im Wechsel fünf große und vier kleine] grüne Schilfrohre mit schwarzen Kolben.“